# إسحاق الأرمني
إسحاق الأرمني (بالأرمنية: Սահակ Պարթև، 338-439)، هو قديس أرمني واحد أهم البطاركة الأرمن في التاريخ. يعرف كذلك ب-«إسحاق العظيم» و-«إسحاق البارثي» نسبة إلى أصله للإمبراطورية البارثية.

## روابط خارجية
- إسحاق الأرمني على موقع الموسوعة البريطانية (الإنجليزية)
- إسحاق الأرمني على موقع ميوزك برينز (الإنجليزية)